# Vanessa Cattoi
Vanessa Cattoi (Rovereto, 12 luglio 1980) è una politica italiana.

## Biografia
Esponente della Lega Nord, alle elezioni amministrative del 2010 è stata candidata sindaco di Ala, ottenendo il 12,68% e non riuscendo ad accedere al ballottaggio, è comunque eletta consigliere comunale.
Anche alle elezioni amministrative del 2015 è stata candidata sindaco da Lega Nord e Forza Italia, ma anche questa volta il 18,49% non è sufficiente per accedere al ballottaggio, riesce comunque a ottenere un seggio in consiglio comunale.
Dal 2010 al 2018 ha fatto parte del consiglio di amministrazione della Fondazione Bruno Kessler, come rappresentante delle minoranze presenti in Consiglio provinciale.

### Elezione a deputato e consigliere provinciale
Alle elezioni politiche del 2018 è stata eletta alla Camera dei deputati nel collegio uninominale Trentino-Alto Adige - 05 (Rovereto) (considerato "sicuro" dal Partito Democratico) per la coalizione di centro-destra in quota Lega, ottenendo il 37,51% e sconfiggendo il deputato uscente di centrosinistra Michele Nicoletti (29,58%), presidente dell'Assemblea Parlamentare del Consiglio d'Europa, e il candidato del Movimento 5 Stelle Matteo Perini (26,58%).
Alle elezioni regionali in Trentino-Alto Adige del 2018 viene eletta consigliere della provincia autonoma di Trento nelle liste della Lega con 1.352 preferenze personali. Rinuncia però al posto per rimanere in Parlamento. Le subentra inizialmente il primo dei non eletti della Lega Alessandro Savoi, e poi dopo un ricorso al TAR Giacomo Bezzi dell'UDC.
Alle elezioni amministrative del 2020 è per la terza volta candidata sindaco di Ala, sostenuta da Lega e Autonomisti Popolari, ma il 26,75% non è sufficiente per sconfiggere il sindaco uscente autonomista Claudio Soini (51,89%).  
Alle elezioni politiche del 2022 viene rieletta alla Camera nel collegio uninominale Trentino-Alto Adige - 02 (Rovereto) con il 42,59%, davanti a Michela Calzà del centrosinistra (29,27%) e Alessia Tarolli di Azione - Italia Viva (8,04%).